# شهرستان هارتلی (تگزاس)

موقعیت شهرستان در ایالت تگزاس

هارتلی یکی از شهرستان‌های ایالت تگزاس می‌باشد.
این شهرستان در شمال‌غربی این ایالت است.
جمعیت این شهرستان در سال ۲۰۱۰ میلادی معادل ۶۰۶۲ نفر بود.